# WAVV
WAVV est une radio privée située à Naples en Floride aux États-Unis. La radio diffuse du easy listening.
WAVV est, depuis 14 années consécutives, la radio la plus écoutée dans le sud de la Floride. Avec 100 000 W de puissance apparente rayonnée la station couvre la région de Sarasota à Fort Lauderdale. WAVV est la dernière radio indépendante du sud de la Floride et est toujours détenue et dirigée par la famille Alpert.